# Peckoltia sabaji
Peckoltia sabaji (Пеколтія велика плямиста) — вид риб з роду Peckoltia родини Лорікарієві ряду сомоподібні.

## Опис
Загальна довжина сягає 19,8 см (в акваріумі — 17 см). Відмічається статевий диморфізм — самці дещо більше за самиць. Голова велика, широка, з одним-двома одонтодами (шкіряними зубчиками) з боків. Очі помірно великі з райдужною оболонкою. Є бічний гребінь. Рот являє собою «присоску». Зуби щіткоподібні, на обох щелепах мають однаковий розмір. Тулуб подовжений (видовженіший ніж в інших видів цього роду), вузький, низький. Спинний плавець складається з двох жорстких і семи м'яких променів. Жировий плавець невеличкий. Грудні плавці широкі. Черевні трохи менше за останні. Анальний плавець складається з одного жорсткого і чотирьох м'яких променів. Хвостовий плавець вилоподібний, нижня лопать більша за верхню.
Забарвлення коливається від яскраво-жовтого до бежевого в залежності від віку, настрою та середовища перебування. Плавці мають блідо-помаранчевий або жовтий відтінок. На тілі є плями від темно-коричневого до чорного кольору, починаючи від маленьких цяток на голові, поступово збільшуються до великих плям на хвостовому плавці. Малюнок з плям у кожної особини відмінний. Інколи спинний плавець може мати чорну облямівку.

## Спосіб життя
Це демерсальна риба. Воліє прісні і чисті водойми. Зустрічається на швидких ділянках річок з кам'янисто-піщаним дном. Утворює групи у 4-5 особин. Веде потайний спосіб життя. Вдень ховається серед каміння, або під брилами. Активна вночі, весь час перебуває в русі. Живиться переважно водоростевими обростаннями, а також личинками комах, яких всмоктує губами.

## Розповсюдження
Мешкає у басейнах річок Оріноко, Ріо-Негро, Рупунуні, Ессекібо — в межах Венесуели, Гаяни, Бразилії.